# 多発性嚢胞腎
多発性嚢胞腎（たはつせいのうほうじん、英: Polycystic kidney disease, PKD）は、両側の腎臓に多発性の嚢胞が生じて慢性腎不全を生じる遺伝性疾患。
両方の腎臓にできた多発性の嚢胞が徐々に大きくなり進行性に腎機能が低下する最も頻度の高い遺伝性腎疾患。
- 尿細管の太さを調節するPKD遺伝子の異常が原因。多くは成人になってから発症し70歳までに約半数が透析導入。症状は高血圧、肝嚢胞、脳動脈瘤、膵臓、脾臓、尿路感染症、くも膜、僧帽弁逸脱症、大腸憩室、鼠径ヘルニア、その他

## 主な症状
左右の腎臓が数年かけて水分が溜まり、膨張して次第に妊娠したように大きく膨張しつづけ他の臓器を圧迫するようになる。
発症が確認できる多くは30歳代から。ごく少数に20歳代から確認できる場合もある。
高血圧症は20歳代から発症する場合が多い。
- 初期段階は無症状。
- 約60％で高血圧症。
- 超音波検査（エコー検査）、腎臓造影検査で両側の腎臓に多数の嚢胞が認められる。
- 老廃物の排泄の働きが徐々に落ちてき、70歳まで約半数の方が人工透析が必要になる。
- 約10％の患者に脳動脈瘤を合併、予後はくも膜下出血の場合もある。

## 自覚症状
肉眼的血尿（31％）、側腹部・背部痛（30％）、易疲労感（９％）、腹部腫瘤（８％）、発熱（７％）、浮腫（６％）、頭痛（５％）、嘔気（５％）、腹部膨満（４％）、近親者に多発性嚢胞腎患者がいる等の要因（11％）。　

## 原因遺伝子
原因遺伝子はPKHD1(6番染色体短腕)　
ADPKDの原因遺伝子は２つ（PKD1、PKD2）、各々蛋白としてPolycystin 1とPolycystin 2をコード。ADPKD患者の約85％がPKD1の遺伝子変異が原因、残り約15％ではPKD2遺伝子変異が原因。PKD1はPKD2より一般に臨床症状が重い、同じ家系でも個人差が大きい。ARPKDの原因遺伝子は１つ（PKHD1）、Fibrocystin、Polyductinをコード。
病気の遺伝子が常染色体に存在し、優性遺伝し常染色体優性遺伝する。ADPKDは、両親のどちらかが病気を持っている場合、子に病気が遺伝する可能性がある。子供が病気の遺伝子を受け継ぐ確率は50％。　

## 治療法
現在、根本的治療法は無い。腎機能保護を目的とした保存的治療である。
進行を抑制する選択的競合的バソプレシン受容体拮抗薬のサムスカ（トルバプタン）の投与、人工透析、腎移植、腎動脈塞栓療法（TAE）が一般的である。　

## 指定難病
多発性嚢胞腎（指定難病６７）
厚生労働省により平成27年1月1日より施行　
指定難病研究班

## 種類
以下の2つに分類される。
- 常染色体優性多発性嚢胞腎（Autosomal Dominant Polycystic Kidney Disease：ADPKD)
- 常染色体劣性多発性嚢胞腎（Autosomal Recessive Polycystic Kidney Disease：ARPKD)